# Chadlia Caïd Essebsi
Chadlia Caïd Essebsi (arabe : شاذلية قائد السبسي), née Chadlia Saïda Farhat (arabe : شاذلية سيدة فرحات) le 1er août 1936 à Tunis et morte le 15 septembre 2019 dans la même ville, est l'épouse de Béji Caïd Essebsi et de ce fait la Première dame de Tunisie de 2014 à 2019 ; elle est la cinquième première dame du pays et la deuxième de l'après révolution.

## Biographie

### Famille et mariage
Née le 1er août 1936, Chadlia Saïda Farhat épouse Béji Caïd Essebsi, avocat et homme politique de dix ans son aîné, le 8 février 1958. Le couple a quatre enfants : deux filles, Amel et Salwa, et deux fils, Hafedh et Khélil.

### Première dame de Tunisie
Le 31 décembre 2014, elle devient la Première dame de Tunisie, à la suite de l'investiture de son mari en tant que président de la République. Elle aurait détesté le fait de déménager au palais présidentiel de Carthage, la résidence officielle du président, en raison de la distance créée avec sa famille.
En tant que Première dame, elle acquiert une plus grande visibilité et influence, à la fois en public et en coulisses, que sa prédécesseure, Béatrix Marzouki. Cependant, elle est plus discrète que les premières dames de l'ancien régime. Elle effectue sa première visite à l'étranger avec son mari en Suède, en novembre 2015, pour rencontrer le roi Charles XVI Gustave et son épouse.
Son mari meurt le 25 juillet 2019, quelques mois avant la fin de son mandat présidentiel. Chadlia Caïd Essebsi fait sa dernière apparition à ses funérailles, au palais présidentiel de Carthage, le 27 juillet.
Elle meurt le 15 septembre à l'hôpital militaire de Tunis, cinquante jours après la mort de son mari et le jour du premier tour de l'élection présidentielle anticipée,. Elle est inhumée au cimetière du Djellaz.